# コニチ
コニチ（モンゴル語: Qoniči, 中国語: 火你赤, ?-1295?）は、チンギス・カンの息子ジョチの子孫で、オルダ・ウルスの第四代当主。『元史』などの漢文史料では火你赤（huŏnǐchì）、『集史』などのペルシア語史料ではقونیچى（qūnīchī）と記される。非常に肥満体であったことで知られており、『五族譜』には「トゥルク・カアン(Turuγ Qaγan>tūrūq qāān、「体躯の大きい王」の意)」という異名が記録されている。

## 概要

### 生い立ち
コニチはオルダ・ウルスの創始者オルダの長子サルタクタイの息子として生まれた。正確な時期は不明であるが、1260年代前半にはオルダ・ウルスの当主に就任していたと見られる。
コニチがオルダ・ウルスの当主になった頃、モンゴル帝国はモンケ・カアンの死後にクビライとアリク・ブケの間で起こった帝位継承戦争によって混乱しきっていた。中央アジアではモンケの弾圧によって弱体化していたオゴデイ家・チャガタイ家の諸王が勢力復興のため活動を始めており、コニチはその中でもオゴデイ家のカイドゥを支援していた。

### 大元ウルスとの対立
『集史』によると、カイドゥによる最初の大元ウルスへの攻撃にはコニチも協力しており、モンケ家のウルン・タシュに属するバアリン部のノヤンを攻撃し掠奪をはたらいたという。コニチの援助を得たカイドゥは四方に勢力を拡大し、これを脅威と見たクビライは自らの第三子ノムガンに遠征軍を率いてカイドゥ勢力を討伐するよう命じた。
ところが、ノムガン率いる遠征軍に従軍していたモンケ家・アリク・ブケ家の諸王は中央アジアのアルマリクに至った所で叛乱を起こし、ノムガンらを捕らえてしまった(シリギの乱)。捕虜になったノムガンらはジョチ・ウルスに送られ、軟禁生活を送ることになった。しかしシリギの勢力は当てにしていたカイドゥの援助を受けられなかったことで大元ウルス軍の攻撃に劣勢となり、首謀者のトク・テムルらは1280年(至元17年)に殺されてしまった。追い詰められたシリギはサルバンを捕らえコニチの下に送ることで援助を引き出そうとしたが、途中で脱走したサルバンによって逆にシリギとアリク・ブケ家のヨブクルは捕らえられてしまった。
ヨブクルはサルバンによって大元ウルスに引き渡される前に脱走し、弟のメリク・テムルのいるカイドゥ・ウルスではなく、オルダ・ウルスのコニチの下に逃れた。この後ヨブクル、ウルス・ブカらはオルダ・ウルスの下を去って同じモンケ家・アリク・ブケ家の諸王が身を寄せるカイドゥ・ウルスに属することになる。後にカイドゥ・ウルスが弱体化し始めた頃、真っ先にこれを見限って大元ウルスに投降したのは一度オルダ・ウルスに身を寄せていたヨブクル、ウルス・ブカらであったが、これはヨブクルらが一度オルダ・ウルスに身を寄せていた経歴が関係していると考えられている。

### 大元ウルスとの関係改善
1280年、ジョチ・ウルス当主のモンケ・テムルが亡くなると、左翼(オルダ・ウルス)のコニチと右翼のノガイらジョチ家の首脳が会談してトダ・モンケを新党首に推戴した。また、この時の会談でジョチ・ウルス全体としてカイドゥ・ウルスに敵対して大元ウルスと友好関係を築くことが決定され、その証として軟禁状態にあったノムガンを大元ウルスに返還することになった。このようなジョチ・ウルスの態度の変化はカイドゥ・ウルスの勢力拡大に伴ってジョチ家の中央アジアにおける権益が脅かされるようになったことが関係していると考えられている。
親クビライの姿勢を明確にしたコニチは大元ウルスとの交流を開始し、1288年にはクビライより銀500両・珠1索・錦衣1襲を与えられた。また、その翌年にはカラコルムから1000石の食料を輸送されている。

### 晩年
コニチの正確な没年は不明であるが、1295年にフレグ・ウルスでガザンが即位した頃にはまだ存命であったこと、1297年には息子のバヤンがオルダ・ウルス当主として活動していることなどから、ガザンの即位より間もなく(1295年〜1296年頃)亡くなったものと見られる。『集史』「ジョチ・ハン紀」はコニチの死因について、「彼は大変太っていた。毎日、太り続けた。ついには、首の贅肉が、口を塞いで死ないように近従が日夜番をする程になった。馬には乗れない程になって、車に乗った。最後に、睡眠中に首の贅肉が口を塞いで死んだ」と伝えている。

## オルダ王家
- ジョチ太子(Jöči ＞朮赤/zhúchì,جوچى خان/jūchī khān)
  - 1オルダ(Orda ＞斡魯朶/wòlǔduǒ,اورده/ūrda)
    - サルタクタイ(Sartaqtai ＞سرتاقتای/sartāqtāī)
      - 4トゥルク・カーン/諸王コニチ(Qoniči ＞火你赤/huŏnǐchì,قونیچى/qūnīchī)
        - 5バヤン(Bayan ＞伯顔/bǎiyán,بایان/bāyān)
          - 7?サシ・ブカ(Sasi buqa ＞ساسی بوقا/sāsī būqā)

        - バシュクルタイ(Bašγirtay ＞باشقرتى/bāšqirtay)
        - チャガン・ブカ(Čaγan Buqa ＞چغان بوقا/chaghān būqā)
        - マトダイ(Matudai ＞ماتوداى/mātūdāy)

    - クリ(Quli ＞قولی/qūlī)
      - トゥムケン(Tümken ＞تومكان/tūmakān)
      - トゥメン(Tümen ＞تومان/tūmān)
      - ミンガン(Mingγan ＞مینكقان/mīnkqān)
      - アヤチ(Ayači ＞ایاچی/ayāchī)
      - ムサルマーン(Musulman ＞مسلمان/musalmān)

    - クルムシ/クレムサ(Qurmši ＞قورمشی/qūrmshī,Куремса)
    - 2コンクラン(Qunquran ＞قونگقیران/qūnggīrān)
    - チョルマカイ(Čurmaqai ＞چورماقای/chūrmāqāī)
    - クトクイ(Qutuqui ＞قوتوقوی/qūtūqūī)
    - フレグ(Hülegü ＞هولاگو/hūlāgū)
      - 3テムル・ブカ(Temür buqa ＞تیمور بوقا/tīmūr būqā)
        - 6クペレク(Köbeleg ＞كوبلك/kūbalak)

## 歴代オルダ・ウルス当主
1. オルダ
2. コンクラン
3. テムル・ブカ
4. コニチ
5. バヤン